# ГЕС Serra do Facão
ГЕС Serra do Facão — гідроелектростанція на сході Бразилії на межі штатів Гояс та Мінас-Жерайс. Знаходячись після ГЕС Batalha, становить нижній ступінь каскаду на річці Сан-Маркос (права притока Парани, точніше її верхньої течії Паранаїби).

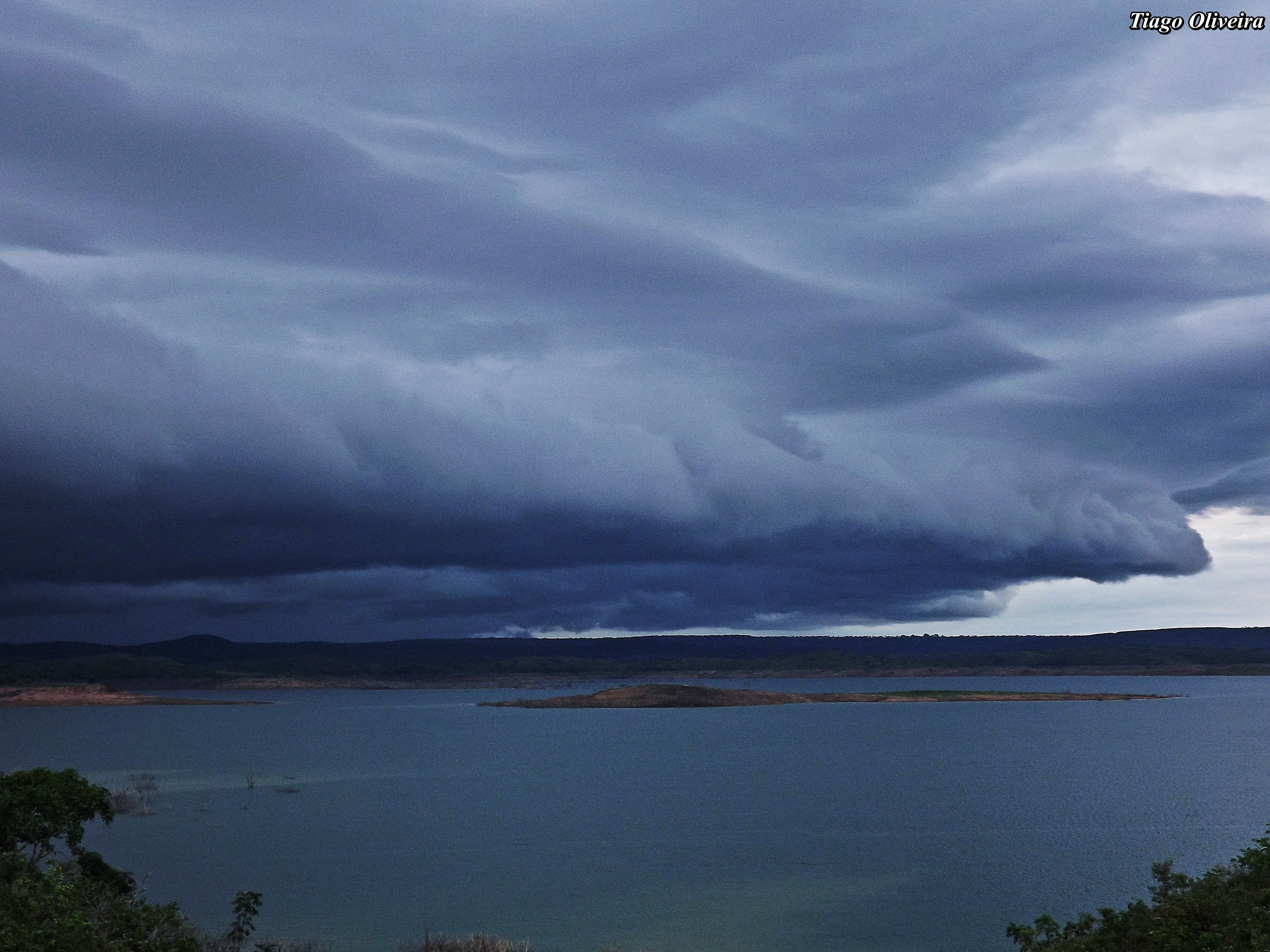
Водосховище Serra do Facão

У межах проекту річку перекрили комбінованою греблею, центральна частина якої виконана із ущільненого котком бетону, а бічні ділянки як кам'яно-накидні споруди із глиняним ядром. Гребля має висоту 92 метри та потребувала 0,4 млн м3 бетону та 0,6 млн м3 порід. Вона утворила витягнуте по долині річки на 60 км водосховище з площею поверхні до 219 км2 (операційний рівень, при максимальному заповненні показник збільшуватиметься до 232 км2). Воно має об'єм 5,2 млрд м3 (корисний об'єм 3,5 млрд м3) та припустиме коливання рівня між позначками 732,5 та 756 метрів НРМ (максимальний рівень на випадок повені становить 757 метрів НРМ).
Пригреблевий машинний зал обладнали двома турбінами типу Френсіс потужністю по 106,3 МВт, які працюють при напорі у 73,7 метра.
Видача продукції відбувається по ЛЕП, розрахованій на роботу під напругою 138 кВ.